# 리블렛
리블렛(Riblets)는 주 유동방향을 따라 홈이 파진 표면구조로 리블렛 현상을 유도한다. 리블렛 구조는 상어 비늘 표면의 작은 돌기에서 발견되어 현재 MRF(Micro Riblet Film)와 같은 형태로 수영복이나 비행기 표면등에 사용되고 있다.

## 리블렛 현상
리블렛이 표면 주변의 유동구조를 변화시킴으로써 물체에 작용하는 항력을 줄여주는 현상
리블렛의 항력감소 효과는 다음의 수식으로 나타낼 수 있다.
{\displaystyle h^{+}={\sqrt {C_{f}/2}}(hU_{0}/v)}
{\displaystyle s^{+}={\sqrt {C_{f}/2}}(sU_{0}/v)}
여기서 {\displaystyle h}는 리블렛의 높이, {\displaystyle s}는 리블렛의 간격, {\displaystyle C_{f}}는 표면마찰계수, {\displaystyle U_{0}}는 자유흐름속도, {\displaystyle v}는 동점성계수를 나타내며,  {\displaystyle h^{+}}와 {\displaystyle s^{+}}가 각각 30과 25보다 작을 때 리블렛의 항력 감소효과가 나타난다.

## 연구
리블렛에 대한 초기 연구는 1983년  미국항공우주국(NASA) 랭글리연구소의 월시(Walsh)에 의해 시작되었고 바쳐(Bacher)와 스미스(Smith)가 1986년 유동가시화실험을 통해 리블렛 홈 내부의 유동에 대해 연구했다.